# فيكرام سينغ (ضابط شرطة)
فيكرام سينغ (بالإنجليزية: Vikram Singh)‏ هو ضابط شرطة هندي، ولد في 22 مايو 1950 في أتر برديش في الهند.